# Anastasie de Circourt
Anastasia Christine Khliustina, comtesse de Circourt, née en 1811 à Moscou et morte le 9 mars 1863 à Paris, est une salonnière et épistolière française d’origine russe.

## Biographie
Anastasie de Klustine était la fille de Simon de Klustine, officier supérieur dans l’armée russe, et de la comtesse Véra Tolstoï. Elle passa ses premières années tantôt à Moscou, tantôt à la campagne de Troitzkoïe dans le gouvernement de Kalouga. Selon l’usage des familles nobles de Russie, elle apprit dès l’enfance les principales langues modernes, d’abord par ses bonnes et ses gouvernantes et ensuite par des maîtres. Bien qu’ayant une santé fort délicate, elle fit des progrès si rapides dans ces études, qu’à seize ans elle savait le russe, l’allemand, le français et l’anglais. Elle avait appris, en outre, l’ancienne langue liturgique slavonne et s’était occupée d’études de morale religieuse, de métaphysique et de botanique, ainsi que de musique. À dix-huit ans, elle commença en compagnie de sa mère, pour affermir sa santé, des voyages. Elle passa deux années entre Montpellier et ensuite aux Pyrénées et à Paris. C’est à Paris qu’elle rencontra, pendant l’hiver de 1826-1827, le comte Adolphe de Circourt chez sa cousine Adèle Marie Charlotte du Houx de Vioménil, marquise de la Tour du Pin Montauban, qui vivait alors avec son père, le maréchal du Houx de Vioménil. Leur mariage catholique fut célébré trois ans plus tard, vers la fin de 1830, à Genève et le mariage grec à la légation de Russie à Berne, après trois ans passés avec sa mère à Nice, à Genève et en Italie, en passant par Pise, Rome, Naples et Venise. À Pise, elle apprit l’italien sous la direction de Rosini, qui lui dédia son roman Luisa Strozzi. Elle se lia pendant ce voyage avec le contreténor Carmignani (it), le tragédien Niccolini, le critique d’art Cicognara, l’écrivaine Giustina Renier Michiel et bien d’autres illustrations italiennes. À Rome, l’archéologue Pietro Ercole Visconti (it) lui dédia son recueil de chants populaires de Saggio de’ canti popolari : della provincia di Marittima e Campagna et l’Académie des Arcades l’admit dans ses rangs avec le nom de Corinna Boristenide. Plus tard elle ajouta à la liste de ses amis d’Italie les noms du général Filangieri, de Gino Capponi, de Pellegrino Rossi et, surtout, du comte de Cavour.
Après avoir passé l’année qui suivit son mariage en Suisse, et principalement à Genève, où l’attiraient les relations qu’elle y avait entamées avec la société lettrée de cette ville, notamment avec Sismondi, Bonstetten et Pyrame de Candolle, Anastasie de Circourt voulut revoir l’Italie avec son époux et y passa trois hivers, partageant son séjour entre Pise, Rome, Gênes, Milan, Florence, Naples et Venise. Après l’Italie, le jeune couple visita la Russie et l’Allemagne où elle accrut encore le nombre de ses amitiés. Jean de Saxe et les deux rois de Prusse, Frédéric-Guillaume III et Frédéric Guillaume IV, lui témoignèrent successivement leur attention et elle put bientôt compter parmi ses intimes Cornélius, Kaulbach, Rauch, Lepsius, Humboldt, l’historien Ranke, Bettina von Arnim, Schelling, Tieck, tout ce que l’Allemagne avait alors de plus éminent dans les sciences, dans les lettres, dans les arts. En Russie elle eut les suffrages du petit cercle de lettrés dont Pouchkine était le chef reconnu et elle acquit plus tard, hors de Russie, l’amitié fidèle de la plus célèbre de ses compatriotes, Sophie Swetchine.
C’est à Paris, en 1835, qu’Anastasie de Circourt vit pour la première fois le jeune Cavour, qui, après avoir donné sa démission d’officier du génie dans l’armée sarde, voyageait alors pour son instruction. Elle connaissait depuis Genève la mère et la tante du futur ministre, la marquise de Cavour, née de Sellon, et sa sœur la duchesse de Clermont-Tonnerre, et elle avait rencontré à Plombières, en 1834, le frère aîné du comte Camille, le marquis Gustave de Cavour. Ayant reconnu dans Cavour « l’homme le plus magnanime de son temps », Anastasie lui voua dès ce moment une amitié qui ne se démentit jamais et qui devint, par la suite, un dévouement sans limites. Elle lui ouvrit son salon lors du congrès de Paris en 1856. De son côté, le comte de Cavour eut pour elle une affection mêlée de respect et de reconnaissance, qui ne cessa qu’avec sa vie. Même dans les moments les plus critiques de sa carrière politique, au milieu de ses plus rudes épreuves, le grand ministre trouvait le temps de lui écrire, sachant que dans les cercles parisiens les plus hostiles à la cause italienne, il pouvait compter sur la voix courageuse et écoutée de son amie.

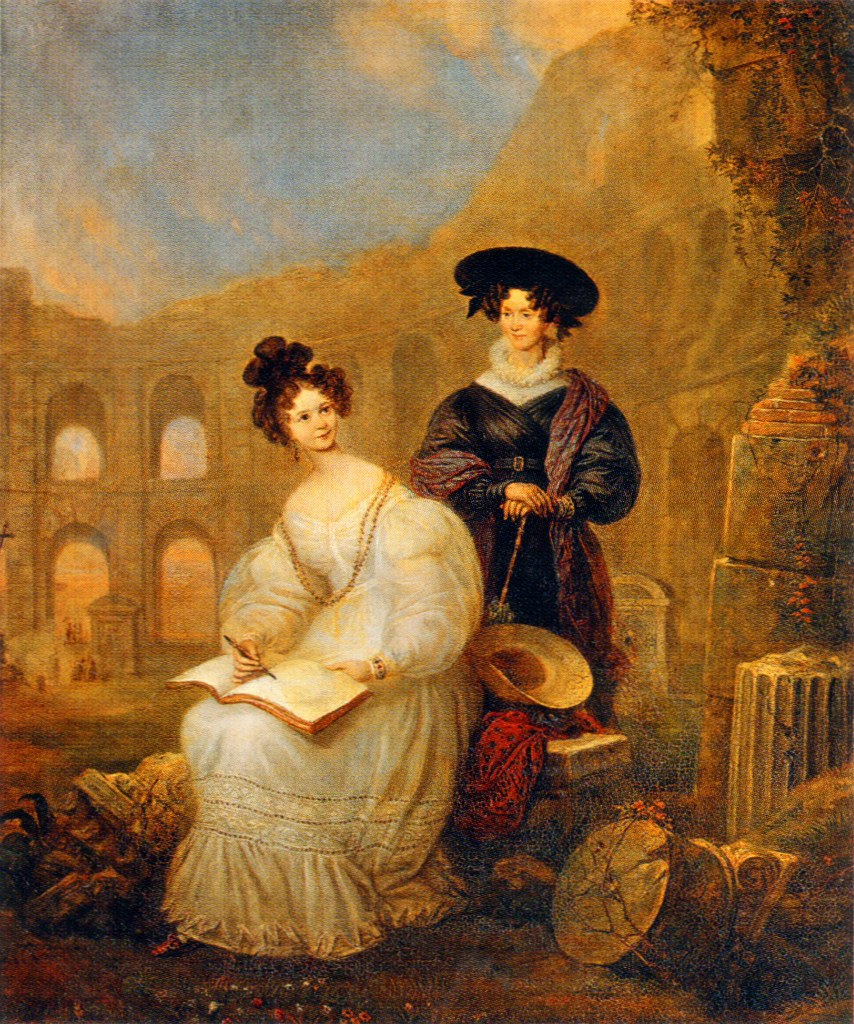
Anastasia (assise) avec sa mère devant le Colisée à la fin des années 1820 par un artiste inconnu.

En 1843, à l’exemple de son amie Sophie Swetchine, et après y avoir longtemps réfléchi, elle abandonne l’orthodoxie pour le rite catholique. Ayant fini par se fixer, depuis 1836, à Paris pendant l’hiver, elle accompagne, en 1848 son mari à Berlin pendant sa mission auprès du roi Frédéric Guillaume IV de Prusse, prêtant à sa mission le concours de son charme, de son jugement, de ses conseils et même de sa plume, car elle fut, pendant toute la durée de la mission, le seul secrétaire de son mari. En 1850, elle se fait arranger au lieu-dit les Bruyères, à La Celle-Saint-Cloud, une maisonnette de campagne, qu’elle appelait son ermitage, et qui reçut depuis, aux mois d’été et d’automne, nombre d’illustres visites. C’est dans ce cottage que, le soir du 18 août 1855, en approchant sa tête d’une bougie, elle mit le feu à sa coiffure et à ses cheveux. La brûlure au cou et aux épaules fut tellement grave, qu’elle en demeura infirme et à moitié paralysée pour le restant de ses jours, mais elle supporta avec une fermeté et une sérénité héroïques des souffrances vraiment indicibles en les dissimulant à ses amis et en continuant ses réceptions, soit à Paris, soit aux Bruyères, où elle se faisait transporter à chaque printemps.
Le salon d’Anastasie de Circourt qui se tenait soit dans leur appartement de la rue des Saussayes à Paris, soit dans sa maison des Bruyères était devenu, depuis 1852, une succursale d’été, fut, dès le commencement, l’un des rares endroits où les illustrations de tous les pays aimaient à se rencontrer, « un salon acclimatation qui donne un bon exemple » selon la propre formule de son voisin à la Jonchère, Adolphe Thiers. Anastasie de Circourt y admettait toutes les convictions sincères et jugeait les hommes par leur mérite, indépendamment des coteries politiques auxquelles ils pouvaient appartenir. Essentiellement bonne et aimable pour tous, fidèle et dévouée à ses amis, toujours disposée à prêcher la concorde aux esprits les plus divisés et les plus rebelles, mettant dans cette œuvre de conciliation tout son cœur, toute son insistance de femme et tout le charme de son esprit, elle réussit à réunir côte à côte et retenir auprès d’elle des hommes et des femmes que séparaient des abîmes et qui n’avaient entre eux d’autres liens que son amitié.
Mgr de Bonnechose et Vitet, Falloux et Munier, Mgr de Dreux-Brézé et Mérimée, Ranke et Tocqueville, Lamartine, Salvandy, Vigny, Cobden et Thiers, Edmond Schérer, Prévost-Paradol et Drouyn de Lhuys, Sophie Swetchine et Mrs Austin, la comtesse de Pimodan et la duchesse Colonna, Ellen Hollond et Auriane de Goyon, Cavour et les marquises du faubourg Saint-Germain, Eckstein, Cousin, Ticknor, Stanley, Prescott, Senior, de La Rive, Dolgorukov (en), Oliphant, Geffcken, Scherer, Parieu, Filangieri, Scialoja, toute une série d’illustres personnalités éloignées les uns des autres par la politique, la religion ou les préjugés, venant de tous les pays, professant les croyances et les opinions les plus diverses, trouvaient à côté de la chaise longue d’Anastasie de Circourt une occasion de se rapprocher qu’ils auraient vainement cherchée ailleurs.

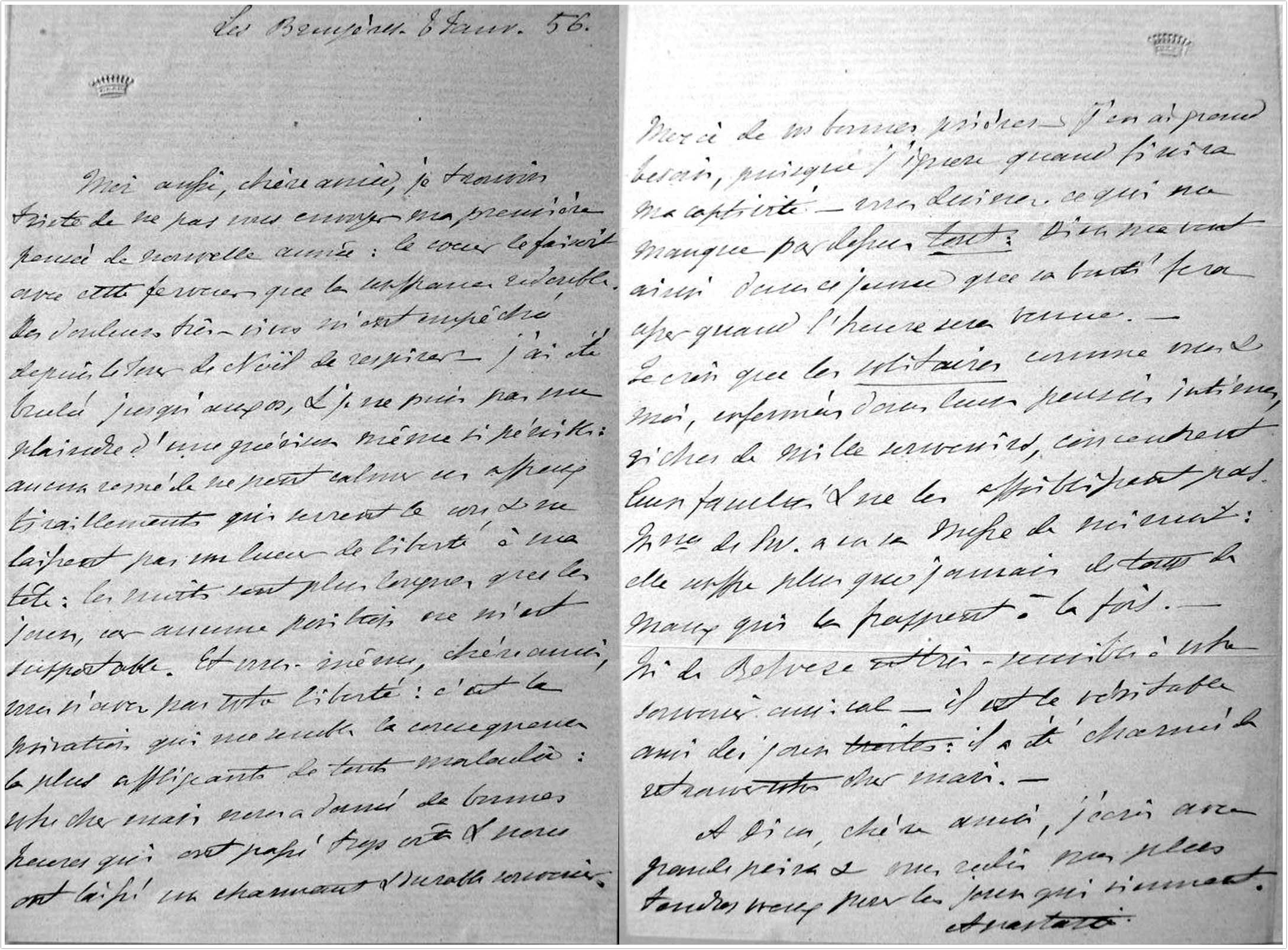
Billet autographe (8 janvier 1856) à son amie la comtesse Isaure de La Ferrière.

Lorsque le 9 mars 1863, Anastasie de Circourt meurt dans son appartement de la rue des Saussaies à Paris, après une courte maladie, sa mort fut un grand deuil pour ses nombreux amis de tous les pays, particulièrement en Italie où l’on n’ignorait ni ses liens avec Cavour ni ses sympathies avouées pour sa cause.
Alfred de Vigny décrit à propos de son salon: « La maison que préside cette brillante et jeune femme est comme celle de Madame de Staël l'hôpital des partis ».
Sainte-Beuve, qui n’était pas enclin à l’indulgence, écrit dans Le Constitutionnel, à sa mort :
« Le salon de Mme de Circourt avait cela de particulier que l’intelligence y donnait comme droit de cité. Aucune prévention, aucun préjugé n’arrêtait cette personne, si pieuse d’ailleurs et si ferme dans ses croyances, dès qu’elle sentait qu’elle avait affaire à un esprit de valeur et à un homme de talent. De quelque bord politique que l’on vînt, de quelque dogme philosophique que l’on relevât, on se rencontrait avec amitié et sympathie autour de ce fauteuil où l’enchaînaient depuis des années de cruelles douleurs, dissimulées dans une bonne grâce charmante et avec un art de sociabilité inaltérable. »